# شک معقول (آلبوم)
«شک معقول» (به انگلیسی: Reasonable Doubt) آلبومی از هنرمند اهل ایالات متحده آمریکا جی-زی است که در سال ۱۹۹۶ میلادی منتشر شد.